# Contarinia desertophila
Contarinia desertophila är en tvåvingeart som beskrevs av Fedotova 1993. Contarinia desertophila ingår i släktet Contarinia och familjen gallmyggor.
Artens utbredningsområde är Kazakstan. Inga underarter finns listade i Catalogue of Life.